# Trachypithecus phayrei
Trachypithecus phayrei (Лутунг Фейра) — вид приматів з роду Trachypithecus родини мавпові. Вид названий на честь сера Артура Пурса Фейра, англ. Arthur Purves Phayre (1812-1885), першого колоніального адміністратора британської Бірми (нині М'янма).

## Опис
Самці сягають довжини голови і тіла 51-55 см, самиці менші з довжиною від 45 до 53 см. Хвіст досягає в довжину від 64 до 87 см і на кінці має темний пучок волосся. Вага самців 7-9 кг, самиць 5-7 кг. Хутро сіро-коричневого кольору на спині, низ і губи білі. Очі оточений широким, білим, окуляроподібним кільцем. Обличчя, кисті рук і ступні чорні. Верх рук і ніг і хвіст сріблясто-сірі. Подовжений пучок волосся є тільки у дорослих тварин і спрямований назад. Як і у всіх членів роду, у них багатокамерний шлунок для кращого використання їжі.

## Поширення
Країни проживання: Бангладеш; Китай; Індія; Лаос; М'янма; Таїланд; В'єтнам. Віддає перевагу первинним і вторинним вічнозеленим і напів-вічнозеленим лісам, змішаним вологим листяним лісам, але також знаходиться в бамбукових районах, і поряд з чайними плантаціями.

## Стиль життя
Це переважно деревний, денний та листоїдний вид. Часто можна знайти від 15 до 50 м над землею. Вони живуть в групах від 3 до 30 тварин, які можуть включати в себе кілька самців. Це територіальні тварини, які захищають свою територію від іноземних груп. Їжа цих тварин складається в основному з листя, до того ж вони їдять саджанці та фрукти. Основними хижаками є Homo sapiens.

## Життєвий цикл
Загалом, самиця народжує одне дитинча оранжево-жовтого кольору. Пологи зазвичай відбуваються в березні та квітні. Період вагітності становить близько 205 днів. Самці досягають статевої зрілості в 3 до 4 років.

## Загрози та охорона
Перебуває під загрозою через порушення і фрагментації місць проживання, особливо у зв'язку з створенням чайних садів і паперових фабрик. Внесений в Додаток II СІТЕС. Цей вид зустрічається в ряді ПОТ по всьому ареалу.